# Ligne de tramway 41 (SNCV Groupe de Charleroi)
 (janvier 2022).
La ligne 41 est une ancienne ligne du tramway vicinal de Charleroi de la Société nationale des chemins de fer vicinaux (SNCV) qui relie Charleroi à Trazegnies entre 1932 et 1988.

## Histoire
Indices : 41 (43) → 42 (41,41/) → 41 (42,43)

### Charleroi Eden - Roux Canal
1er août 1932 : mise en service en traction électrique sous l'indice 41 entre Charleroi Eden et Roux Canal, section Charleroi Viaduc - Jumet Gohyssart commune avec la ligne 65/66 et nouvelle section (capital 202) ; exploitation par la SNCV.

### Charleroi Eden - Roux Plomcot
21 janvier 1934 : prolongement de Roux Canal à Roux Plomcot (nouvelle section, capital 202); exploitation par la SNCV.
1940 : détournement entre Charleroi Viaduc et Jumet Gohyssart par l'itinéraire de la ligne 85/86 supprimée, renfort par l'itinéraire classique sous l'indice 43 entre Charleroi Eden et Jumet Gohyssart.
1945 : reprise de l'itinéraire classique, suppression du service 43.

### Charleroi Eden - Gouy-lez-Piéton Place
15 janvier 1949 : prolongement du service 41 de Roux Plomcot à Souvret Forrière, nouveau service 42 Charleroi Eden - Gouy-lez-Piéton Place, nouveau service 41/ Charleroi Eden - Roux Plomcot, nouvelle section entre Roux Plomcot et Souvret Forrière (capital 202), section Souvret Forrière - Trazegnies Écoles commune avec la ligne 79, nouvelle section entre Trazegnies Écoles et Gouy-lez-Piéton Place (capital 157).

### Charleroi Eden - Gouy-lez-Piéton Chensée
18 mai 1952 : prolongement du service 42 de Gouy-lez-Piéton Place à Gouy-lez-Piéton Chensée (nouvelle section, capital 157).
23 août 1952 : prolongement du service 41 de Souvret Forrière à Courcelles Centre (nouvelle section, capital 202).
15 octobre 1952 : prolongement du service 41 de Courcelles Centre à Courcelles Trieu (nouvelle section, capital 202).
9 novembre - 10 novembre 1952 : suppression du service 41 dont l'indice est repris par la nouvelle ligne en boucle ; service 42 limité à Trazegnies Écoles
17 janvier 1953 : attribution de l'indice 41 au service 42 ; attribution de l'indice 43 au service 41 barré.

### Charleroi Eden - Pont-à-Celles Moulin
1er juillet 1953 : service 42 entre Charleroi Eden et Pont-à-Celles Moulin, section Trazegnies Écoles - Gouy-lez-Piéton Chensée commune avec la ligne 79, nouvelle section entre Gouy-lez-Piéton Chensée et Pont-à-Celles Moulin (capital 157); le service 41/ Charleroi Eden - Roux Plomcot devient 43.
1er juin 1958 : prolongement de Pont-à-Celles Moulin à Pont-à-Celles Rue de Courcelles (nouvelle section, capital 157).
6 février 1967 : suppression de la section Trazegnies Écoles - Pont-à-Celles Rue de Courcelles et du service 42.
12 juin 1983 : déviation par le métro léger entre Dampremy (M) et Charleroi Sud, abandon du terminus de l'Eden. 
1er juin 1985 : suppression de la section Roux Plomcot - Trazegnies Écoles et du service 43.
13 avril 1986 : suppression de la section Jumet Gohyssart - Roux Plomcot.

### Suppression
29 février 1988 : suppression et remplacement par une ligne d'autobus sous le même indice.

## Exploitation

### Horaires
Tableaux : 908 (1958), tableau partagé avec les 61/64 (boucle de Souvret), 62 Charleroi - Gosselies, 63 Charleroi - Fontaine-l'Évêque et la ligne d'autobus 160 Charleroi - Marbais.

## Matériel roulant

### Automotrices électriques
- BN LRV ;
- PCC ;
- type S, SM et SJ ;
- Standard.

### Remorques
- Standard